# プジェミスワフ・サイダク
プジェミスワフ・サイダク（Przemysław Sajdak 、2000年2月7日 - ）は、ポーランド・クロスノ出身のサッカー選手。IIリガ・ホイニチャンカ・ホイニツェ所属。ポジションは、ミッドフィールダー。